# Hrubý Jeseník
Hrubý Jeseník (tyska: Altvatergebirge) är en bergskedja i Tjeckien, en del av Jeseníky. Den ligger i regionen Olomouc, i den östra delen av landet, 200 km öster om huvudstaden Prag. Arean är 530 kvadratkilometer.
Området ingick fram tills 1945 i det tyskbefolkade sudetiska Schlesien.
Den högsta toppen är Praděd, 1 491 meter över havet.
Topografiskt ingår följande toppar i Hrubý Jeseník:
- Břidličná hora
- Černá stráň
- Červená hora
- Jelení hŕbet
- Jelení loučky
- Keprník
- Malý Děd
- Medvědí hřbet
- Medvĕdí vrch
- Mravenečník
- Orlík
- Ostružná
- Pec
- Praděd
- Šerák
- Šindelná hora
- Soukenná
- Velký Děd
- Velký Máj
- Vozka
- Vřesník
- Vysoká hole
- Zámecký vrch